# Piotr Dołgow
Piotr Iwanowicz Dołgow (ros. Пётр Иванович Долгов, ur. 21 lutego 1920 we wsi Bogojawlenskoje w obwodzie penzeńskim, zm. 1 listopada 1962) – radziecki spadochroniarz doświadczalny, instruktor, Bohater Związku Radzieckiego (1962).

## Życiorys
W 1938 ukończył szkołę zawodową, pracował jako szofer, od września 1940 służył w Armii Czerwonej, w 1942 skończył szkołę piechoty. W styczniu 1945 został skierowany na 3 Front Ukraiński, walczył jako dowódca kompanii 350 gwardyjskiego pułku piechoty 114 Gwardyjskiej Dywizji Piechoty, brał udział w operacji budapeszteńskiej i wiedeńskiej, wyróżnił się przy szturmie Wiednia, 6 kwietnia 1945 został ranny. Od 1945 należał do WKP(b), w 1947 ukończył Wojskową Szkołę Spadochronową Wojsk Powietrznodesantowych w Riazaniu i został starszym instruktorem-badaczem spadochronów. Wykonał 1409 skoków spadochronowych, w tym 52 katapultowania. Wypróbował 15 typów katapult i 50 typów spadochronów. Ustanowił 8 rekordów, w tym rekord świata z natychmiastowym otwarciem spadochronu - w nocy na wysokości 12974 metrów i w dzień na wysokości 14835 metrów. 1 listopada 1962 wykonał skok z balonu stratosferycznego "Wołga" z wysokości 25600 metrów, jednak zginął z powodu rozhermetyzowania skafandra. Jego imieniem nazwano ulice w Moskwie i Penzie.

## Odznaczenia i nagrody
- Złota Gwiazda Bohatera Związku Radzieckiego (pośmiertnie, 12 grudnia 1962)
- Order Lenina (dwukrotnie)
- Order Czerwonego Sztandaru (dwukrotnie)
- Order Czerwonej Gwiazdy (dwukrotnie)
- Nagroda Stalinowska (1952)

I medale.